# Demonax angulifascia
Demonax angulifascia är en skalbaggsart som beskrevs av Aurivillius 1922. Demonax angulifascia ingår i släktet Demonax och familjen långhorningar.
Artens utbredningsområde är Filippinerna. Inga underarter finns listade i Catalogue of Life.